# Michail Alexandrowitsch Ochitowitsch

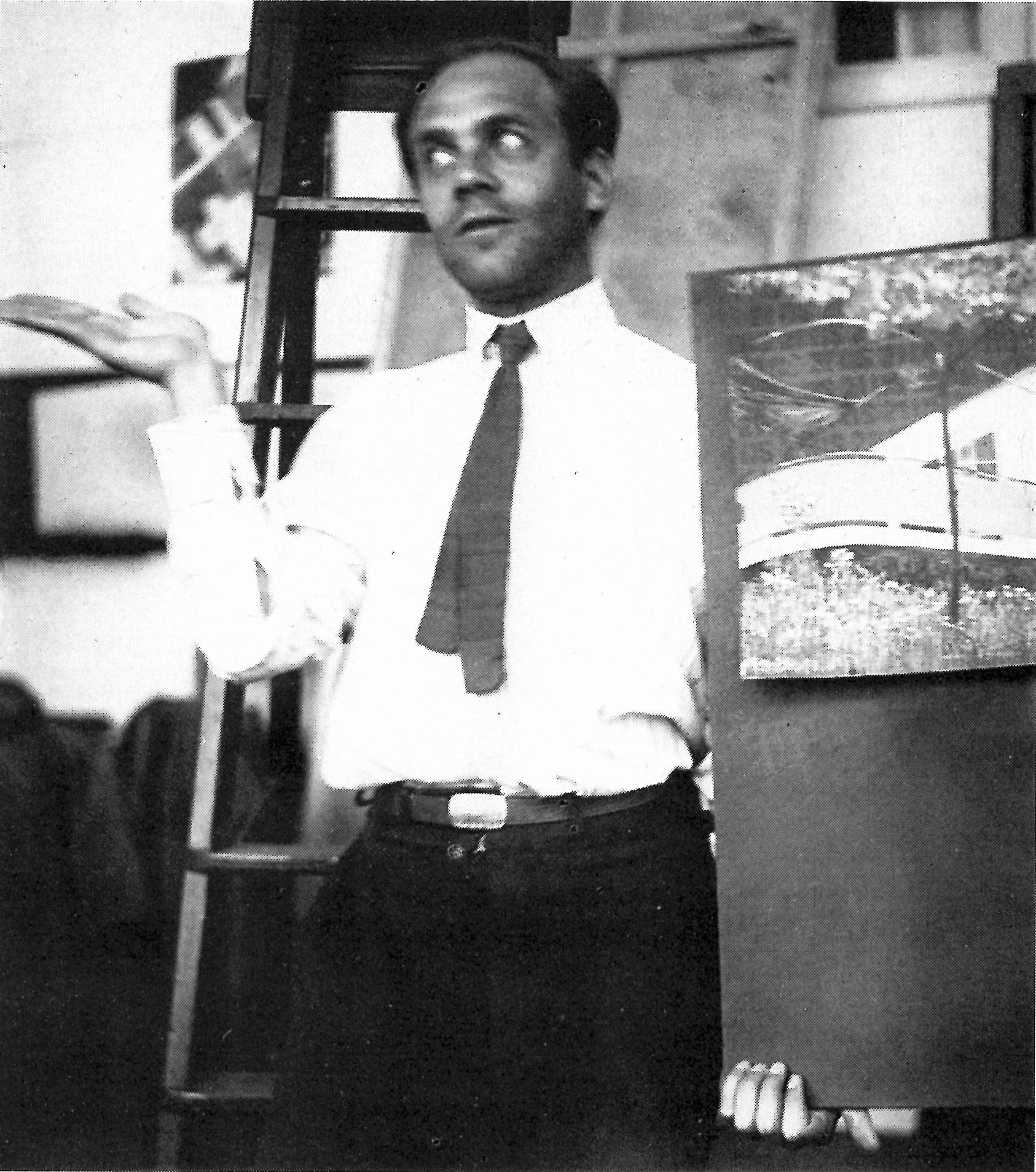
Michail Ochitowitsch (um 1930)

Michail Alexandrowitsch Ochitowitsch (russisch Михаи́л Алекса́ндрович Охито́вич; * 1896 in St. Petersburg; † 1937 in Moskau) war ein russischer Soziologe, Stadtplaner und Architekt.

## Leben
Ochitowitsch trat 1917 in die Partei der Bolschewiki ein und diente bis 1925 in der Roten Armee. Er wurde dann Anhänger der Linken Opposition und Leo Trotzkis, worauf er 1928 aus der Partei ausgeschlossen wurde. Nach Verlassen der Opposition wurde er auf Antrag 1930 in die Partei wieder aufgenommen.
1929 bis 1930 war er mit Moissei Ginsburg Leiter der Sektion für die sozialistische Bebauung nach dem Staatsplan der RSFSR. Während der Diskussionen zur sozialistischen Raumordnung und Städteplanung 1929/1930 trat Ochitowitsch mit seinem theoretischen Projekt der Desurbanisierung hervor, das auf heftigen Widerstand stieß. Ochitowitsch veröffentlichte eine Reihe von Aufsätzen zur Raumordnung in der Zeitschrift Gegenwartsarchitektur der OSA-Gruppe. Seine Vorschläge haben Ähnlichkeiten mit Frank Lloyd Wrights Broadacre City. Der Entwurf Ochitowitschs und der anderen OSA-Mitglieder Michail Barschtsch, Wladimir Wladimirow und Nikolai Sokolow für den Generalplan zum Bau der Stadt Magnitogorsk als Grüner Stadt wurde abgelehnt (1930). Diese Ideen griff später Le Corbusier mit seiner Ville Radieuse in Teilen wieder auf.
1933 wurde Ochitowitsch von der Partei wieder wegen „Abweichlertums“ abgemahnt. 1935 trat er mit einer Rede zur Verteidigung des Konstruktivismus hervor und kritisierte scharf den stalinschen „Hierarchie-Kult“ und „Nationalismus“. Die Rede erschreckte die Zuhörer, die die politische Situation in der Sowjetunion durchschauten. Die anschließende Kampagne gegen Ochitowitsch unter der Führung der Architekten Karo Halabjan und Arkadi Mordwinow beschuldigte ihn des „Rechten Opportunismus“. Noch im gleichen Jahr wurde Ochitowitsch verhaftet und zu Arbeitslagerhaft verurteilt. 1937 wurde der inzwischen freigelassene arbeitslose Ochitowitsch in seiner Moskauer Wohnung verhaftet und erschossen.
Ochitowitschs älterer Bruder Jewgeni (1887–1938) arbeitete als Statistiker in Samara. Seit 1919 wurde er immer wieder verhaftet. 1937 verhängte eine NKWD-Troika die Höchststrafe, so dass er 1938 in Kuibyschew erschossen wurde. 1956 rehabilitierte ihn das Tribunal des Wolga-Militärdistrikts.

## Schriften (Auswahl)
- Wieso stirbt die Stadt? In: Строительство Москвы Nr. 1, 1930, S. 9–11. (russisch)